# Cnemolia ugandae
Cnemolia ugandae là một loài bọ cánh cứng trong họ Cerambycidae.